# Centrosaurus
A Centrosaurus egy ceratopsidák közé tartozó növényevő dinoszaurusznem, amely a késő kréta időszakban, körülbelül 75 millió évvel ezelőtt élt Észak-Amerikában.
A Centrosaurus név jelentése 'hegyes gyík', az ógörög κεντρον / kentron 'hegy vagy tövis' és σαυρος / sauros 'gyík' szavak összetételéből, és a nyakfodor szegélyén elhelyezkedő kis szarvakra utal, nem az orron levőre, az ugyanis az állat elnevezésekor még ismeretlen volt. Nem tévesztendő össze a stegosaurusok közé tartozó Kentrosaurussal, melynek neve ugyanebből a szóból származik.

## Anatómia

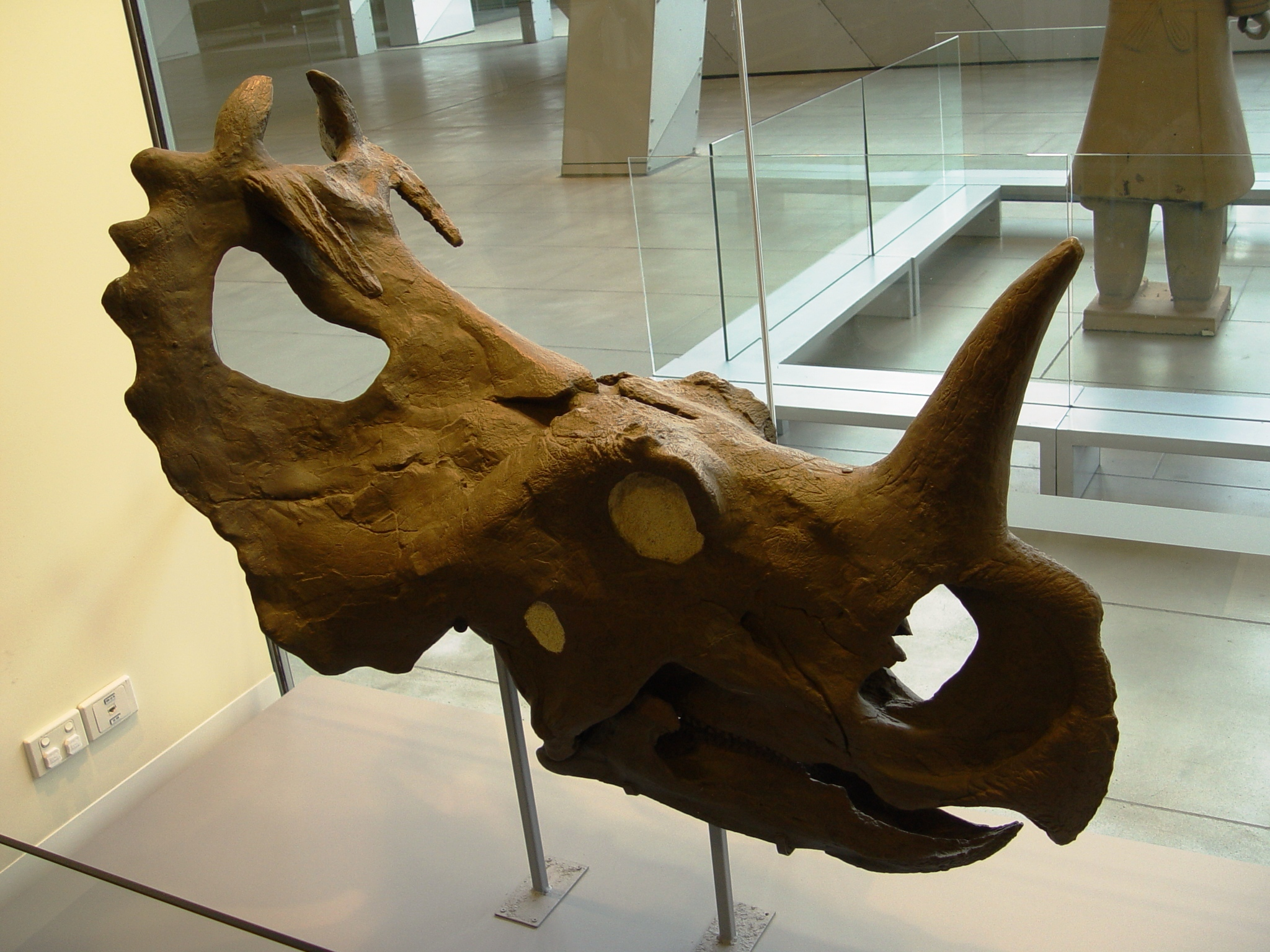
A nagy orrtülökkel, megnagyobbodott epoccipitalokkal (a nyakfodor hegyes csontjaival) és a nyakfodor elején levő csontos kinövésekkel rendelkező Centrosaurus koponyája a Victoria Múzeumban (Museum of Victoria)

A súlyos testtel és zömök lábakkal rendelkező Centrosaurus 5,5 méteres hosszával nem tartozott az igazán nagy dinoszauruszok közé. Más centrosaurinákhoz hasonlóan az orrán egy nagy szarvat viselt, ami a különböző fajoknál előrefelé illetve hátrafelé görbült. A szemek felett egy-egy kisebb szarv helyezkedett el; ezek a Centrosaurus apertusnál előrefelé, a C. brinkmani  esetében pedig oldalra irányultak. A Centrosaurus nyakfodra közepesen hosszú volt, rajta két nagy méretű nyílás (fenestrae) helyezkedett el, a külső élén pedig kis szarvak sorakoztak. A C. apertus nyakfodrából két nagy, előrefelé hajló szarv állt ki, e szarvak a C. brinkmani esetében kisebbre nőttek és ujjszerű kinövésekkel voltak borítva.

## Felfedezés
Az első Centrosaurus maradványokat a kanadai őslénykutató, Lawrence Lambe fedezte fel Albertában, a Red Deer folyó mentén. Később hatalmas Centrosaurus csontmedreket találtak az albertai Dinoszaurusz Tartományi Parkban. E csontmedrek némelyike több száz méteres kiterjedésű, és ezernyi különböző korú és teljességű példányt tartalmaz. A tudósok úgy vélik, hogy a példányok nagy sűrűsége és száma azzal magyarázható, hogy az állatok odavesztek egy megáradt folyón való átkelésnél.

## Osztályozás

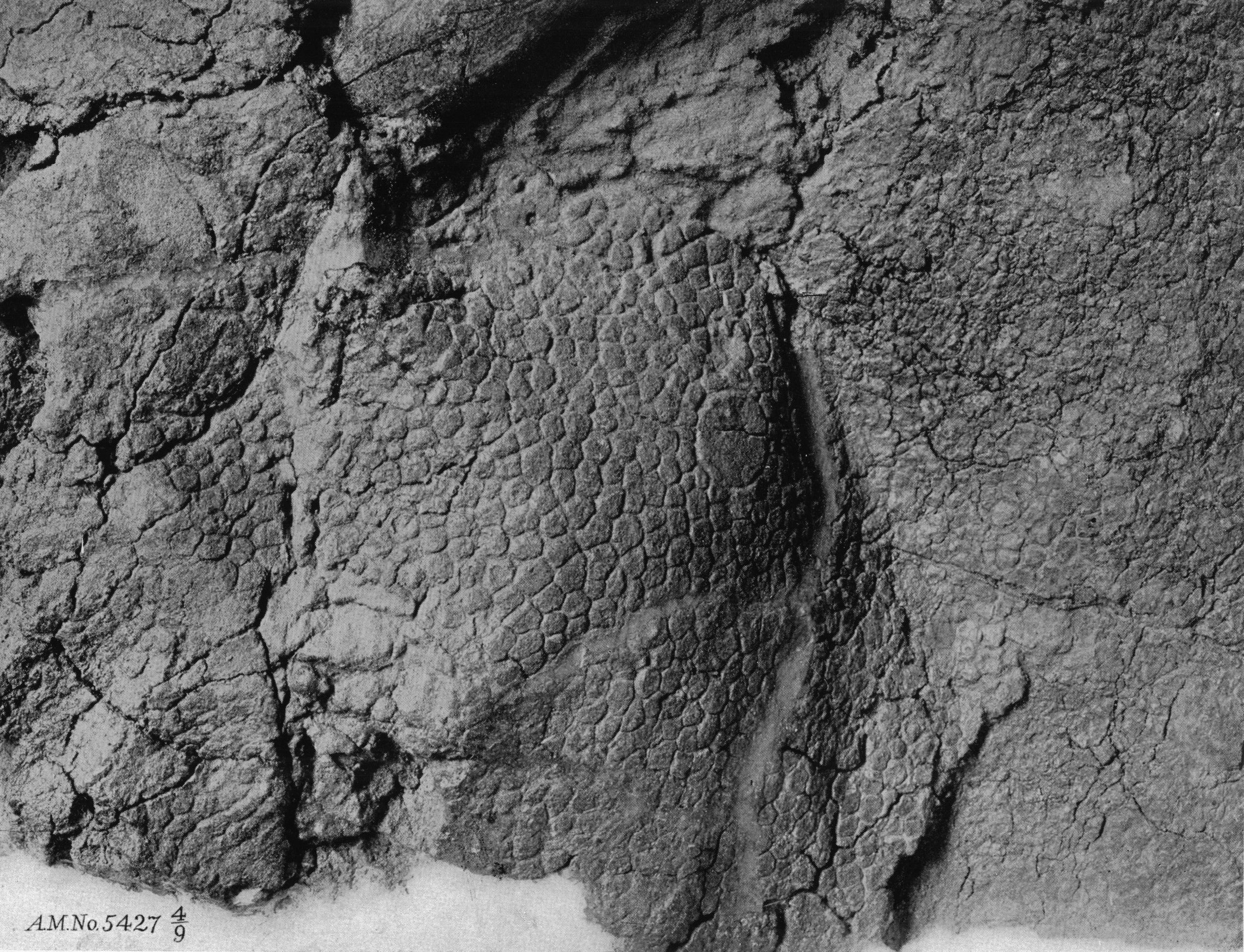
A Centrosaurus bőrlenyomata

A Centrosaurinae alcsaládot, melybe a Centrosaurus tartozik, a nem után nevezték el. E nagy méretű észak-amerikai szarvas dinoszauruszokat „feltűnő orrszarv, a szemöldöknél található kisebb szarvak, a rövid nyakfodron elhelyezkedő rövid pikkelycsont (os squamosum), a ceratopsinákhoz képest magas és mély arc, valamint az orr ablak mögötti nyúlvány” jellemezte. Úgy tűnik, hogy a Centrosaurus legközelebbi rokona a Styracosaurus és a Monoclonius. Az utóbbira olyan nagy mértékben hasonlít, hogy egyes őslénykutatók szerint a két állat azonos.
A Centosaurinae klád további tagjai közé tartozik a Pachyrhinosaurus, az Avaceratops, az Einiosaurus, az Albertaceratops, az Achelousaurus, és feltehetően a Brachyceratops is, bár ez utóbbi nem kétséges névnek (nomen dubiumnak) számít. Mivel a centrosaurina fajok és a példányok is különböznek egymástól, sok vita folyik az egyes fajok érvényességéről, főként arról, hogy a Centrosaurus és/vagy a Monoclonius érvényes-e, diagnosztikus-e vagy lehet-e más nemű példány. 1996-ban Peter Dodson elég különbséget talált a Centrosaurus, a Styracosaurus és a Monoclonius között ahhoz, hogy igazolja a nemek elkülönülését, továbbá úgy találta, hogy a Styracosaurus jobban hasonlít a Centrosaurusra, mint amennyire bármelyikük hasonlít a Monocloniusra. Dodson emellett úgy gondolta, hogy a Monoclonius, egyik faja, az M. nasicornis talán valójában a Styracosaurus nősténye lehet. Értékelését részben követték, egyes kutatók ugyanis nem fogadták el a Monoclonius nasicornist nőstény Styracosaurusként, illetve a Monocloniust érvényes nemként. Bár a nemi dimorfizmus felvetődött egy korábbi ceratopsia, a Protoceratops esetében is, egyetlen ceratopsidánál sincs szilárd bizonyíték erre vonatkozóan.

## Ősbiológia

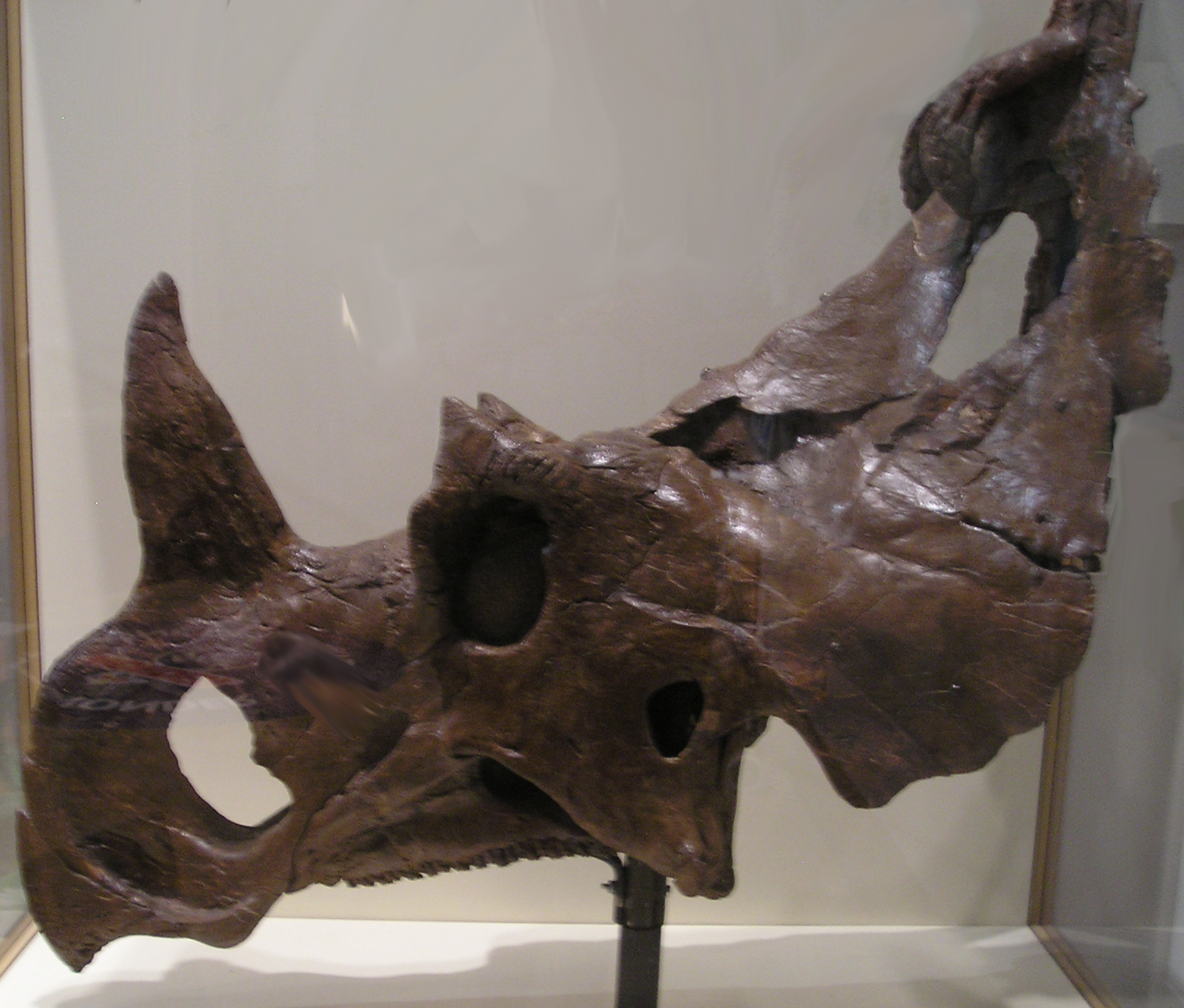
A Centrosaurus apertus koponyája a torontói Royal Ontario Museumban

Más ceratopsidákhoz hasonlóan a Centrosaurus állcsontjai a kemény növényi anyagok darabolására specializálódtak; a nyakfodor tapadási helyet biztosított a nagy állcsonti izmok számára. Az óriási kanadai Centrosaurus csontmedrek felfedezése arra utalt, hogy társaságkedvelő állat volt, amely nagy csordákban vándorolt. A Dinosaur Park Formáció egyik albertai csontmedrében a Centrosaurus és a Styracosaurus maradványai is előkerültek. A tömeges pusztulások másképp, csordák nélkül is bekövetkezhettek; az állatok összegyűlhettek egy víznyelő körül is, aszály idején. A Centrosaurus a Styracosaurusnál alacsonyabban helyezkedett el a formációban, ami azt jelzi, hogy a Centrosaurus felváltotta a Styracosaurust, ahogy a környezet idővel átalakult.
A ceratopsiák nagy nyakfodrai és orrszarvai a dinoszauruszok között a legegyedibb arcdíszek közé tartoznak. A feladatuk az első szarvas dinoszauruszok felfedezése óta viták tárgyát képezi. A ceratopsiák nyakfodrainak és szarvainak feladatával kapcsolatos legtöbb elmélet a ragadozók elleni védekezésre, a fajtársak közötti harcokra és a vizuális jelzésre vonatkozik. Egy 2009-es, a Triceratops és a Centrosaurus koponyasérüléseiről szóló tanulmány úgy találta, hogy a sérüléseket inkább a fajtársak közötti harcok okozták, mint a ragadozók támadásai. A Centrosaurus nyakfodra túl vékony volt ahhoz, hogy védelmet nyújtson a ragadozókkal szemben, viszont a Triceratops vastagabb, egyszerű nyakfodra a nyak védelmére fejlődhetett ki. Az a legvalószínűbb, hogy a Centrosaurus nyakfodra „a faj azonosítására és/vagy a vizuális jelzés egyéb formáira szolgált”.

## Fordítás
- Ez a szócikk részben vagy egészben a Centrosaurus című angol Wikipédia-szócikk ezen változatának fordításán alapul.  Az eredeti cikk szerkesztőit annak laptörténete sorolja fel. Ez a jelzés csupán a megfogalmazás eredetét és a szerzői jogokat jelzi, nem szolgál a cikkben szereplő információk forrásmegjelöléseként.